# Jordi Arrese
Jordi Arrese (* 29. srpen 1964, Barcelona, Španělsko) je bývalý profesionální španělský tenista. Během své kariéry vyhrál 6 turnajů ve dvouhře a čtyři ve čtyřhře, všechna finále se hrála na antukovém povrchu, na který byl Arrese specialista. Na olympijských hrách 1992 v Barceloně získal stříbrnou olympijskou medaili ve dvouhře, když ve finále prohrál se Švýcarem Rossetem.

## Finálové účasti na turnajích ATP Tour

### Dvouhra: 12 (6–6)
| Stav      | Č. | Datum             | Turnaj    | Povrch | Soupeř ve finále    | Výsledek                     |
| --------- | -- | ----------------- | --------- | ------ | ------------------- | ---------------------------- |
| Finalista | 1. | 11. září 1989     | Madrid    | antuka | Martín Jaite        | 3–6, 2–6                     |
| Vítěz     | 1. | 30. července 1990 | San Remo  | antuka | Juan Aguilera       | 6–2, 6–2                     |
| Vítěz     | 2. | 6. srpna 1990     | Praha     | antuka | Nicklas Kulti       | 7–6(7–3), 7–6(8–6)           |
| Vítěz     | 3. | 29. dubna 1991    | Madrid    | antuka | Marcelo Filippini   | 6–2, 6–4                     |
| Finalista | 2. | 17. června 1991   | Janov     | antuka | Carl-Uwe Steeb      | 3–6, 4–6                     |
| Finalista | 3. | 22. července 1991 | Hilversum | antuka | Magnus Gustafsson   | 7–5, 6–7(2–7), 6–2, 1–6, 0–6 |
| Finalista | 4. | 30. září 1991     | Atény     | antuka | Sergi Bruguera      | 5–7, 3–6                     |
| Vítěz     | 4. | 28. října 1991    | Buzios    | antuka | Jaime Oncins        | 1–6, 6–4, 6–0                |
| Finalista | 5. | 20. července 1992 | Hilversum | antuka | Karel Nováček       | 2–6, 3–6, 6–2, 5–7           |
| Finalista | 6. | 27. července 1992 | Barcelona | antuka | Marc Rosset         | 6–7(2–7), 4–6, 6–3, 6–4, 6–8 |
| Vítěz     | 5. | 5. října 1992     | Atény     | antuka | Sergi Bruguera      | 7–5, 3–0, nedohráno          |
| Vítěz     | 6. | 4. října 1993     | Atény     | antuka | Alberto Berasategui | 6–4, 3–6, 6–3                |

### Čtyřhra: 10 (4–6)
| Stav      | Č. | Datum             | Turnaj                | Povrch | Spoluhráč          | Soupeřky ve finále                 | Výsledek      |
| --------- | -- | ----------------- | --------------------- | ------ | ------------------ | ---------------------------------- | ------------- |
| Finalista | 1. | 10. června 1985   | Bologna, Itálie       | antuka | Alberto Tous       | Paolo Canè Simone Colombo          | 5–7, 4–6      |
| Vítěz     | 1. | 7. července 1986  | Bordeaux, Francie     | antuka | David De Miguel    | Ronald Agénor Mansour Bahrami      | 7–5, 6–4      |
| Vítěz     | 2. | 7. srpna 1989     | Praha, Československo | antuka | Horst Skoff        | Petr Korda Tomáš Šmíd              | 6–4, 6–4      |
| Vítěz     | 3. | 29. července 1991 | San Marino            | antuka | Carlos Costa       | Christian Miniussi Diego Pérez     | 6–3, 3–6, 6–3 |
| Finalista | 2. | 23. srpna 1993    | Umag, Chorvatsko      | antuka | Francisco Roig     | Filip Dewulf Tom Vanhoudt          | 4–6, 5–7      |
| Finalista | 3. | 8. srpna 1994     | San Marino            | antuka | Renzo Furlan       | Neil Broad Greg Van Emburgh        | 4–6, 6–7      |
| Finalista | 4. | 1994              | Bukurešť, Rumunsko    | antuka | Jose Antonio Conde | Wayne Arthurs Simon Youl           | 4–6, 4–6      |
| Finalista | 5. | 12. června 1995   | Oporto, Portugalsko   | antuka | Àlex Corretja      | Tomás Carbonell Francisco Roig     | 3–6, 6–7      |
| Finalista | 6. | 31. července 1995 | Kitzbühel, Rakousko   | antuka | Wayne Arthurs      | Francisco Montana Greg Van Emburgh | 7–6, 3–6, 6–7 |
| Vítěz     | 4. | 1995              | San Marino            | antuka | Andrew Kratzmann   | Pablo Albano Federico Mordegan     | 7–6, 3–6, 6–2 |